# Irene Curtoni
Irene Curtoni (* 11. August 1985 in Échirolles, Frankreich) ist eine ehemalige italienische Skirennläuferin. Sie war auf die Disziplinen Slalom und Riesenslalom spezialisiert. Ihre fünf Jahre jüngere Schwester Elena Curtoni ist ebenfalls Skirennläuferin.

## Biografie
Curtoni wurde in Frankreich geboren, weil ihre Eltern damals im Wintersportort Les Deux Alpes arbeiteten. Das Skifahren begann sie im Alter von eineinhalb Jahren zu erlernen, als Dreijährige nahm sie erstmals an einem Rennen teil. Im Dezember 2000 nahm sie erstmals an FIS-Rennen teil, Einsätze im Europacup folgten ab Februar 2002. Mehrere Jahre lang fiel sie durch ihre Leistungen kaum auf und es schien, als könne sie ihr Talent nicht umsetzen. Dies änderte sich jedoch in der Saison 2007/08, als sie im Europacup zahlreiche gute Resultate erzielte (je ein erster, zweiter und dritter Platz), wodurch sie die Slalom-Disziplinenwertung für sich entschied.
Am 29. Dezember 2007 bestritt Curtoni ihr erstes Weltcup-Rennen und schied im Slalom von Lienz im ersten Lauf aus. Weltcuppunkte gewann sie erstmals am 13. Januar 2008 als 16. des Slaloms von Maribor. Im März 2010 gewann sie die Silbermedaille im Riesenslalom bei den ersten Winter-Militärweltspielen in Aosta. In der zweiten Hälfte der Saison 2010/11 erzielte sie mit Rang acht im Riesenslalom von Zwiesel und Rang sieben im Slalom von Špindlerův Mlýn ihre ersten Top-10-Ergebnisse im Weltcup. In der Saison 2011/12 gelangen ihr vier Top-10-Ergebnisse. Darunter war am 2. März 2012 ihre erste Weltcup-Podestplatzierung, als sie im Riesenslalom von Ofterschwang auf den dritten Platz fuhr.
Im Winter 2012/13 etablierte sich Curtoni mit sechs Top-10-Platzierungen nahe der Weltspitze. Aufgrund von Arthrose am Rücken konnte sie 2013/14 nur zwei Rennen bestreiten und brach die Saison vorzeitig ab. Wieder genesen, reichte es in der Saison 2014/15 zwar zu einer Top-10-Platzierung, sie konnte sich aber nicht für die Weltmeisterschaften qualifizieren. In der Saison 2015/16 reichte es fünfmal unter die besten zehn, in der Saison 2016/17 dreimal. Bei den Winter-Militärweltspielen 2017 in Sotschi gewann Curtoni Risenslalom-Gold. Am 20. Dezember 2017 belegte sie beim Parallelslalom von Courchevel den dritten Platz, gleichbedeutend mit dem zweiten Weltcup-Podestplatz. Im weiteren Verlauf des Weltcups 2017/18 fuhr sie fünf weitere Male unter die besten zehn, bei den Olympischen Winterspielen 2018 in Pyeongchang wurde sie Zehnte im Slalom.
Bei den Weltmeisterschaften 2019 in Åre gewann Curtoni die Bronzemedaille im Mannschaftswettbewerb. In den Saisons 2019/20 und 2020/21 fuhr sie im Weltcup noch je einmal unter die besten zehn. Kurz nachdem sie ihren Rücktritt vom Spitzensport erklärt hatte, stand sie am 20. März 2021 beim Weltcupfinale in Lenzerheide letztmals am Start.

## Erfolge

### Olympische Spiele
- Pyeongchang 2018: 5. Mannschaftswettbewerb, 10. Slalom

### Weltmeisterschaften
- Garmisch-Partenkirchen 2011: 11. Slalom, 27. Riesenslalom
- Schladming 2013: 14. Riesenslalom
- Åre 2019: 3. Mannschaftswettbewerb
- Cortina d’Ampezzo 2021: 19. Slalom

### Weltcup
- 31 Platzierungen unter den besten zehn, davon 2 Podestplätze

### Weltcupwertungen
| Saison  | Gesamt | Gesamt | Riesenslalom | Riesenslalom | Slalom | Slalom | Parallel | Parallel |
| Saison  | Platz  | Punkte | Platz        | Punkte       | Platz  | Punkte | Platz    | Punkte   |
| ------- | ------ | ------ | ------------ | ------------ | ------ | ------ | -------- | -------- |
| 2007/08 | 106.   | 15     | –            | –            | 47.    | 15     | –        | –        |
| 2008/09 | 72.    | 64     | 39.          | 22           | 29.    | 42     | –        | –        |
| 2009/10 | 83.    | 50     | 25.          | 45           | 53.    | 5      | –        | –        |
| 2010/11 | 52.    | 116    | 26.          | 51           | 26.    | 65     | –        | –        |
| 2011/12 | 16.    | 396    | 8.           | 236          | 18.    | 160    | –        | –        |
| 2012/13 | 22.    | 323    | 9.           | 193          | 19.    | 130    | –        | –        |
| 2014/15 | 38.    | 166    | 12.          | 114          | 26.    | 52     | –        | –        |
| 2015/16 | 38.    | 248    | 17.          | 126          | 18.    | 122    | –        | –        |
| 2016/17 | 38.    | 213    | 25.          | 80           | 18.    | 133    | –        | –        |
| 2017/18 | 22.    | 366    | 18.          | 130          | 11.    | 236    | –        | –        |
| 2018/19 | 32.    | 265    | 27.          | 42           | 11.    | 223    | –        | –        |
| 2019/20 | 43.    | 145    | 33.          | 26           | 14.    | 104    | 28.      | 15       |
| 2020/21 | 57.    | 93     | 21.          | 93           | 14.    | 104    | –        | –        |

### Europacup
- Saison 2007/08: 10. Gesamtwertung, 1. Slalomwertung
- Saison 2011/12: 5. Slalomwertung
- 6 Podestplätze, davon 3 Siege:

| Datum             | Ort       | Land     | Disziplin |
| ----------------- | --------- | -------- | --------- |
| 28. November 2007 | Rovaniemi | Finnland | Slalom    |
| 20. Februar 2009  | Jasná     | Slowakei | Slalom    |
| 7. Dezember 2011  | Zinal     | Schweiz  | Slalom    |

### Weitere Erfolge
- 7 italienische Meistertitel (Riesenslalom 2010; Slalom 2010, 2012, 2013, 2016, 2017; Kombination 2017)
- Winter-Militärweltspiele 2010: 2. Riesenslalom
- Winter-Militärweltspiele 2017: 1. Riesenslalom
- 16 Siege in FIS-Rennen